# Mickaël Alphonse
Mickaël Alphonse (Champigny-sur-Marne, 12 luglio 1989) è un ex calciatore francese, di ruolo difensore.

## Carriera

### Nazionale
Nel 2021 e nel 2023 ha partecipato alla CONCACAF Gold Cup.

## Statistiche

### Cronologia presenze e reti in nazionale
| Cronologia completa delle presenze e delle reti in nazionale ― Guadalupa | Cronologia completa delle presenze e delle reti in nazionale ― Guadalupa | Cronologia completa delle presenze e delle reti in nazionale ― Guadalupa | Cronologia completa delle presenze e delle reti in nazionale ― Guadalupa | Cronologia completa delle presenze e delle reti in nazionale ― Guadalupa | Cronologia completa delle presenze e delle reti in nazionale ― Guadalupa | Cronologia completa delle presenze e delle reti in nazionale ― Guadalupa | Cronologia completa delle presenze e delle reti in nazionale ― Guadalupa |
| Data                                                                     | Città                                                                    | In casa                                                                  | Risultato                                                                | Ospiti                                                                   | Competizione                                                             | Reti                                                                     | Note                                                                     |
| ------------------------------------------------------------------------ | ------------------------------------------------------------------------ | ------------------------------------------------------------------------ | ------------------------------------------------------------------------ | ------------------------------------------------------------------------ | ------------------------------------------------------------------------ | ------------------------------------------------------------------------ | ------------------------------------------------------------------------ |
| 11-9-2018                                                                | The Valley                                                               | Saint-Martin                                                             | 0 – 3                                                                    | Guadalupa                                                                | CONCACAF Nations League 2019-2020 - Qualificazioni                       | -                                                                        |                                                                          |
| 17-10-2018                                                               | Les Abymes                                                               | Guadalupa                                                                | 0 – 0                                                                    | Aruba                                                                    | CONCACAF Nations League 2019-2020 - Qualificazioni                       | -                                                                        |                                                                          |
| 20-11-2018                                                               | Willemstad                                                               | Curaçao                                                                  | 6 – 0                                                                    | Guadalupa                                                                | CONCACAF Nations League 2019-2020 - Qualificazioni                       | -                                                                        |                                                                          |
| 7-9-2019                                                                 | Les Abymes                                                               | Guadalupa                                                                | 5 – 1                                                                    | Sint Maarten                                                             | CONCACAF Nations League 2019-2020 - 1º turno                             | -                                                                        | Cap.                                                                     |
| 15-10-2019                                                               | Willemstad                                                               | Sint Maarten                                                             | 1 – 2                                                                    | Guadalupa                                                                | CONCACAF Nations League 2019-2020 - 1º turno                             | -                                                                        | Cap.                                                                     |
| 24-6-2021                                                                | Fort-de-France                                                           | Martinica                                                                | 1 – 2                                                                    | Guadalupa                                                                | Amichevole                                                               | -                                                                        | 68’                                                                      |
| 3-7-2021                                                                 | Fort Lauderdale                                                          | Guadalupa                                                                | 2 – 0                                                                    | Bahamas                                                                  | Qual. Gold Cup 2021                                                      | -                                                                        | 87’                                                                      |
| 7-7-2021                                                                 | Fort Lauderdale                                                          | Guatemala                                                                | 1 – 1 (9 – 10 dtr)                                                       | Guadalupa                                                                | Qual. Gold Cup 2021                                                      | -                                                                        |                                                                          |
| 13-7-2021                                                                | Orlando                                                                  | Costa Rica                                                               | 3 – 1                                                                    | Guadalupa                                                                | Gold Cup 2021 - 1º turno                                                 | -                                                                        | Cap.                                                                     |
| 17-7-2021                                                                | Orlando                                                                  | Guadalupa                                                                | 1 – 2                                                                    | Giamaica                                                                 | Gold Cup 2021 - 1º turno                                                 | -                                                                        | Cap.                                                                     |
| 24-3-2023                                                                | Les Abymes                                                               | Guadalupa                                                                | 0 – 1                                                                    | Antigua e Barbuda                                                        | CONCACAF Nations League 2022-2023 - 1º turno                             | -                                                                        | Cap. 87’                                                                 |
| 26-3-2023                                                                | Santiago di Cuba                                                         | Cuba                                                                     | 1 – 0                                                                    | Guadalupa                                                                | CONCACAF Nations League 2022-2023 - 1º turno                             | -                                                                        | Cap.                                                                     |
| 16-6-2023                                                                | Fort Lauderdale                                                          | Antigua e Barbuda                                                        | 0 – 5                                                                    | Guadalupa                                                                | Qual. Gold Cup 2023                                                      | -                                                                        | Cap.                                                                     |
| 20-6-2023                                                                | Fort Lauderdale                                                          | Guadalupa                                                                | 2 – 0                                                                    | Guyana                                                                   | Qual. Gold Cup 2023                                                      | -                                                                        | Cap.                                                                     |
| 27-6-2023                                                                | Toronto                                                                  | Canada                                                                   | 2 – 2                                                                    | Guadalupa                                                                | Gold Cup 2023 - 1º turno                                                 | -                                                                        | Cap.                                                                     |
| 1-7-2023                                                                 | Houston                                                                  | Cuba                                                                     | 1 – 4                                                                    | Guadalupa                                                                | Gold Cup 2023 - 1º turno                                                 | -                                                                        | Cap. 86’                                                                 |
| 4-7-2023                                                                 | Harrison                                                                 | Guadalupa                                                                | 2 – 3                                                                    | Guatemala                                                                | Gold Cup 2023 - 1º turno                                                 | -                                                                        | Cap.                                                                     |
| 8-9-2023                                                                 | Basseterre                                                               | Saint Kitts e Nevis                                                      | 1 – 2                                                                    | Guadalupa                                                                | CONCACAF Nations League 2023-2024 - 1º turno                             | -                                                                        | Cap.                                                                     |
| 10-9-2023                                                                | Petit-Canal                                                              | Guadalupa                                                                | 4 – 0                                                                    | Sint Maarten                                                             | CONCACAF Nations League 2023-2024 - 1º turno                             | -                                                                        | Cap.                                                                     |
| 12-10-2023                                                               | Gros Islet                                                               | Saint Lucia                                                              | 2 – 1                                                                    | Guadalupa                                                                | CONCACAF Nations League 2023-2024 - 1º turno                             | -                                                                        | Cap.                                                                     |
| 15-10-2023                                                               | Sainte-Anne                                                              | Guadalupa                                                                | 2 – 0                                                                    | Saint Lucia                                                              | CONCACAF Nations League 2023-2024 - 1º turno                             | -                                                                        | Cap.                                                                     |
| 16-11-2023                                                               | Bridgetown                                                               | Sint Maarten                                                             | 0 – 2                                                                    | Guadalupa                                                                | CONCACAF Nations League 2023-2024 - 1º turno                             | -                                                                        | Cap.                                                                     |
| 19-11-2023                                                               | Sainte-Anne                                                              | Guadalupa                                                                | 5 – 0                                                                    | Saint Kitts e Nevis                                                      | CONCACAF Nations League 2023-2024 - 1º turno                             | -                                                                        | Cap. 83’                                                                 |
| Totale                                                                   |                                                                          | Presenze                                                                 | 23                                                                       |                                                                          | Reti                                                                     | 0                                                                        |                                                                          |

## Palmarès

### Club

#### Competizioni nazionali
- Campionato israeliano: 1

Maccabi Haifa: 2021-2022